# Kami-tachi ni Hirowareta Otoko
Kami-tachi ni Hirowareta Otoko (神達に拾われた男) là loạt light novel được viết bởi Roy và minh họa bởi Ririnra. Ban đầu được đăng trực tuyến trên trang web Shōsetsuka ni Narō vào năm 2014 và được Hobby Japan xuất bản thành sách dưới ấn hiệu HJ Novels. Một bản chuyển thể manga do Ranran sáng tác được đăng tải trên ứng dụng Manga UP! của Square Enix vào tháng 11 năm 2017. Một bộ anime truyền hình chuyển thể từ tiểu thuyết do Maho Film sản xuất đã phát sóng từ tháng 10 đến tháng 12 năm 2020.

## Cốt truyện
Takebayashi Ryoma là một người đàn ông 37 tuổi, anh ta sống cùng với một người mẹ già nhưng sau một thời gian mẹ anh qua đời, anh sống một cuộc sống cô đơn đầy gian khổ cho đến khi anh ta chết vì một tai nạn đáng tiếc trong khi ngủ. Ở thế giới bên kia, anh ta được chào đón bởi ba vị thần, những người đã yêu mến anh và gửi anh đến một thế giới khác với một cơ thể khi còn nhỏ khoảng 8 tuổi, nơi anh sử dụng những kiến thức và khả năng bẩm sinh của mình, kết hợp với sự phù hộ của các vị thần để sống một cuộc sống mới đầy thử thách và những cuộc gặp gỡ vui vẻ.

## Nhân vật

### Nhân vật chính
Ryoma Takebayashi (竹林竜馬 Takebayashi Ryoma)
Lồng tiếng bởi: Azusa Tadokoro (trẻ con), Hiroki Yasumoto (người lớn)
Ryoma đã sống một cuộc sống bình lặng như một nhân viên văn phòng / người làm công ăn lương ở Nhật Bản trước khi chết trong giấc ngủ. Do hành vi siêng năng và tốt bụng của mình, cậu nhận được ân huệ của các vị thần, những người đã gửi cậu đến một thế giới khác khi còn là một cậu bé 8 tuổi, nơi cậu sống trong một khu rừng trong ba năm trong khi đánh bóng kỹ năng của mình và thuần hóa hàng trăm slime, sử dụng khả năng đa dạng của chúng trong các nhiệm vụ khác nhau từ chiến đấu (với nền tảng võ thuật của cậu) và săn bắn (với slime của cậu) đến làm sạch và chế tạo và cũng đối phó với những người khác, cho đến khi gặp gia đình Jamil, những người nhiệt liệt chào đón cậu. Quyết tâm sống độc lập, cậu từ chối quá mức độ hiếu khách của họ và tự tìm cách kiếm sống qua ngày.

### Gia đình Jamil
Eliaria (エリアリア Eriaria)
Lồng tiếng bởi: Yūki Kuwahara
Người thừa kế của gia tộc công tước Jamil, Eliaria là một cô bé 11 tuổi trở thành bạn thân của Ryoma. Giống như Ryoma, cô ấy là một người thuần hóa quái vật và cơ thể của cô ấy được ban tặng với tiềm năng ma thuật lớn, xuất thân từ một gia đình có cùng bối cảnh được đầu thai, tổ tiên nữ của cô ấy là một người thuần hóa huyền thoại, tổ tiên nam của cô ấy là một pháp sư huyền thoại, nhưng đã khó kiểm soát nó, cho đến khi Ryoma dạy cô ấy cách tự rèn luyện bản thân đúng cách.
Reinhart (ラインハルト Rainharuto)
Lồng tiếng bởi: Daisuke Ono
Công tước của gia tộc Jamil và là cha của Eliaria, anh gặp Ryoma trong rừng và trở thành bạn của cậu, sau đó mời cậu về sống cùng gia đình.
Elise (エリーゼ Erīze)
Lồng tiếng bởi: Saori Hayami
Nữ công tước của gia tộc Jamil và vợ của Reinhart. Khi gặp Ryoma, cô nhanh chóng gắn bó với cậu, coi cậu bé như con ruột của mình.
Reinbach (ラインバッハ Rainbahha)
Lồng tiếng bởi: Takehito Koyasu
Công tước của gia tộc Jamil tiền nhiệm, ông là cha của Reinhart và là một người thuần hóa quái vật nổi tiếng.

### Các vị thần
Lulutia (ルルティア Rurutia)
Lồng tiếng bởi: Kikuko Inoue
Nữ thần của sự chữa lành và tình yêu. Khi cô đến thăm Trái đất, cô đã dành thời gian của mình để ăn bất cứ thứ gì cô muốn.
Kufo (クフォ)
Lồng tiếng bởi: Kikuko Inoue
Vị thần của sự sống. Khi đến thăm Trái đất, cậu đã dành thời gian của mình để đi khắp nơi trên thế giới, thậm chí là đáy biển, Atlantis và sa mạc Sahara.
Gain (ガイン)
Lồng tiếng bởi: Motomu Kiyokawa
Vị thần của sự sáng tạo. Khi đến thăm Trái đất, ông đã dành thời gian để tham gia buổi biểu diễn của các nhóm nhạc thần tượng.

### Những nhà thám hiểm
Miya (ミーヤ)
Lồng tiếng bởi: Marika Kouno
Một nữ thú nhân mèo và là nhà thám hiểm hạng B, cô trở thành khách hàng đầu tiên của Ryoma sau khi cậu trở thành một nhà thám hiểm. Khi cậu được giao nhiệm vụ dọn dẹp nhà của cô, sau này trở thành bạn của cậu.
Worgan (ウォーガン)
Lồng tiếng bởi: Tetsu Inada
Là chủ của chi nhánh Gimuru của Guild Mạo hiểm giả.
Welanna (ウェルアンナ Ueruan'na)Lồng tiếng bởi: Yūki Hirose
Một nữ thú nhân sói và là bạn của Miya.
Mizelia (ミゼリア Mizeria)
Lồng tiếng bởi: Yūki Takada
Một nữ thú nhân hổ và bạn của Miya.
Cilia (シリア Shiria)
Lồng tiếng bởi: Yūki Takada
Một nữ thú nhân thỏ và là bạn của Miya.

### Người Trái Đất
Tabuchi (田淵)
Lồng tiếng bởi: Makoto Furukawa
Đồng nghiệp của Ryoma trong kiếp trước. Ryoma đặt tên cho con slime đầu tiên mà cậu thuần hóa được để vinh danh, nhưng con slime đã chết, chỉ còn lại phần lõi của nó.

## Phương tiện truyền thông

### Light novel
Bộ light novel lần đầu được xuất bản trực tuyến trên website Shōsetsuka ni Narō vào tháng 1 năm 2014 bởi Roy. Một phiên bản sửa đổi của tác phẩm sau đó đã được ra mắt vào tháng 9 năm 2015. Hobby Japan mua lại tác phẩm và xuất bản nó dưới dạng light novel với ấn hiệu HJ Novels vào tháng 9 năm 2017. Light novel cũng được mua bản quyền tại Bắc Mỹ bởi J-Novel Club.
| #  | Ngày phát hành Nhật  | ISBN Nhật         |
| -- | -------------------- | ----------------- |
| 1  | 22 tháng 9 năm 2017  | 978-4-75-755742-0 |
| 2  | 22 tháng 11 năm 2017 | 978-4-75-755881-6 |
| 3  | 22 tháng 3 năm 2018  | 978-4-75-756041-3 |
| 4  | 21 tháng 7 năm 2018  | 978-4-75-756343-8 |
| 5  | 22 tháng 11 năm 2018 | 978-4-75-756610-1 |
| 6  | 22 tháng 3 năm 2019  | 978-4-75-756981-2 |
| 7  | 24 tháng 8 năm 2019  | 978-4-75-757286-7 |
| 8  | 22 tháng 2 năm 2020  | 978-4-79-862124-1 |
| 9  | 22 tháng 8 năm 2020  | 978-4-79-862270-5 |
| 10 | 22 tháng 12 năm 2020 | 978-4-79-862375-7 |
| 11 | 18 tháng 12 năm 2021 | 978-4-79-862667-3 |
| 12 | 18 tháng 11 năm 2022 | 978-4-79-862973-5 |
| 13 | 19 tháng 4 năm 2023  | 978-4-79-863162-2 |
| 14 | 17 tháng 11 năm 2023 | 978-4-79-863343-5 |
| 15 | 17 tháng 5 năm 2024  | 978-4-79-863539-2 |
| 16 | 19 tháng 12 năm 2024 | 978-4-79-863698-6 |
| 17 | 19 tháng 6 năm 2025  | 978-4-79-863871-3 |

### Manga
Một bộ truyện chuyển thể từ bộ truyện của Ririnra đã bắt đầu được đăng trên ứng dụng tạp chí Manga UP! của Square Enix và trang web vào ngày 29 tháng 11 năm 2017. Manga cũng được mua bản quyền tại Bắc Mỹ bởi Square Enix.

### Anime
Phần chuyển thể anime được Hobby Japan công bố vào ngày 20 tháng 2 năm 2020. Loạt phim được sản xuất bởi Maho Film và được đạo diễn bởi Takeyuki Yanase, với Kazuyuki Fudeyasu là người biên kịch, Kaho Deguchi thiết kế nhân vật và Hiroaki Tsutsumi là người soạn nhạc. Tập đầu tiên của anime có buổi chiếu sớm trước tại FunimationCon 2020 vào ngày 3 tháng 7 năm 2020. Bộ anime chính thức phát sóng 12 tập tại Nhật Bản từ ngày 4 tháng 10 đến ngày 20 tháng 12 năm 2020 trên  Tokyo MX và BS Fuji. Azusa Tadokoro biểu diễn bài mở đầu Yasashii Sekai", trong khi MindaRyn biểu diễn bài hát kết thúc Blue Rose knows".
Bộ anime được cấp phép phát sóng ại Bắc Mĩ bởi Funimation. Medialink cũng đã cấp phép cho loạt phim này ở Nam Á và Đông Nam Á và phát trực tuyến trên kênh YouTube Ani-One. Vào ngày 31 tháng 10 năm 2020, Funimation thông báo anime sẽ nhận một bản lồng tiếng Anh và khởi chiếu vào ngày hôm sau.
Vào ngày 4 tháng 6 năm 2021, mùa thứ 2 đã được công bố.